# أنبوب حنجري
الأنبوب الحنجري (بالإنجليزية: Laryngeal tube) هو مسلك هوائي اصطناعي صُمم كبديلٍ للتقنيات الأخرى للتدبير العلاجي لمجرى الهواء مثل التهوية بالقناع والقناع الحنجري والتنبيب. يُمكن إدخال هذا الجهاز بصورةٍ عمياء عبر البلعوم الفموي إلى البلعوم السفلي بهدف إنشاء مجرى هوائي خلال التخدير والإنعاش القلبي الرئوي وذلك بهدف تمكين التهوية الميكيانيكية للرئتين.

## الوصف
.

## الاستعمال والفعالية
دلت العديد من الدراسات على أن تركيب أنبوب حنجري أمر سهل يسير، بالإضافة إلى أنه ذو فائدة كبيرة في إمداد معظم الحالات بالهواء النقي.